# Шабалины (Котельничское сельское поселение)
Шабалины — деревня в Котельничском районе Кировской области в составе Котельничского сельского поселения.

## География
Располагается менее чем в 1 км от южной окраины райцентра города Котельнич на правом берегу Вятки.

## История
Известна с 1678 года как деревня Белоутова, в 1764 году здесь учтены были 30 жителей. В 1873 году здесь (деревня Белоутовская 2-я или Шабалины) было отмечено дворов 4 и жителей 44, в 1905 (починок Белоустовский 1-й или Шабалины) 10 и 90, в 1926 (деревня Шабалины или Белоутовская 1-я)  17 и 72, в 1950 34 и 69, в 1989 проживало 106 человек. Настоящее название утвердилось с 1939 года.

## Население
Постоянное население  составляло 80 человек (русские 97%) в 2002 году, 82 в 2010.